# 柬埔寨足球協會
柬埔寨足球協會（Sâhâpoănth Keilabăltoăt Kâmpŭchéa）柬埔寨官方足球机构。管理着柬埔寨国家足球队。1933年建立。1953年成为国际足球联合会成员，1957年加入亚洲足球联合会。